# Paweł Słomiński
Paweł Słomiński (ur. 8 kwietnia 1967 w Stalowej Woli) – polski trener pływaków, prezes Polskiego Związku Pływackiego (2016–2021).

## Życiorys
W młodości startował w zawodach, reprezentując ZKS Stal Stalowa Wola. W 1993 ukończył studia na Akademii Wychowania Fizycznego w Warszawie, w 1997 został pracownikiem Zakładu Pływania i Ratownictwa Wodnego na tej uczelni.
W 1995 został trenerem sekcji pływackiej wielosekcyjnego klubu sportowego AZS-AWF Warszawa. Obejmował funkcje prezesa i członka zarządu tego klubu. Wśród trenowanych przez niego zawodników znaleźli się medaliści igrzysk olimpijskich, mistrzostw świata i Europy (m.in. Otylia Jędrzejczak i Paweł Korzeniowski). Był m.in. trenerem pływackiej kadry narodowej.
W 2012 został prezesem Warszawsko-Mazurskiego Okręgowego Związku Pływackiego oraz członkiem prezydium zarządu Polskiego Związku Pływackiego. W 2016 został prezesem PZP. Po kontrowersjach związanych z nieprawidłowym zgłoszeniem dodatkowej sztafety polskich pływaków na Letnie Igrzyska Olimpijskie 2020 w Tokio mimo nacisków środowiska odmówił podania się do dymisji. Tłumaczył, że do ostatniej chwili działał na rzecz możliwości startu większej liczby pływaków, a wobec braku jasnej odpowiedzi w sprawie ich kwalifikacji wysłał ich na igrzyska. Nie uzyskał następnie absolutorium, przestając kierować związkiem w 2021. Pozostał trenerem oraz wiceprezesem ds. sportowych w AZS-AWF Warszawa.

## Odznaczenia i wyróżnienia
W 2004 odznaczony Krzyżem Kawalerskim Orderu Odrodzenia Polski. Wyróżniany tytułem „Trenera Roku” w Plebiscycie „Przeglądu Sportowego” (2002, 2004, 2005).